# تپه داربر
تپه داربر مربوط به دوره اشکانیان است و در شهرستان خرم‌آباد، بخش پاپی، دهستان کشور، ۴/۵ کیلومتری غرب روستای مرگ سر واقع شده و این اثر در تاریخ ۲۸ اسفند ۱۳۸۵ با شمارهٔ ثبت ۱۸۶۳۳ به‌عنوان یکی از آثار ملی ایران به ثبت رسیده است.